# اچ‌ام‌سی‌اس کلگری (کی۲۳۱)
اچ‌ام‌سی‌اس کلگری (کی۲۳۱) (به انگلیسی: HMCS Calgary (K231)) یک کشتی بود که طول آن ۲۰۵ فوت (۶۲٫۴۸ متر) بود. این کشتی در سال ۱۹۴۱ ساخته شد.